# أليس كوبر (نحاتة)
أليس كوبر (بالإنجليزية: Alice Cooper) هي نحّاتة أمريكية، ولدت في 8 أبريل 1875 في غلينوود في الولايات المتحدة، وتوفيت في 4 مارس 1937 في شيكاغو في الولايات المتحدة.